# 22543 Раньян
22543 Раньян (22543 Ranjan) — астероїд головного поясу, відкритий 24 березня 1998 року.
Тіссеранів параметр щодо Юпітера — 3,607.